# 茂木啓三郎
二代 茂木 啓三郎（にだい もぎ けいざぶろう、1899年8月5日 - 1993年8月16日）は、日本の実業家。キッコーマン中興の祖。同社社長として、個人醸造家の集合体を近代経営化し業界トップ化した。旧名は飯田勝次。

## 人物
千葉県海上郡富浦村（現旭市）で農業を営む飯田家に生まれた。飯田庄作の弟である。
成東中学（現千葉県立成東高等学校）を経て、1926年に東京商科大学（現一橋大学）を卒業し、野田醤油（現キッコーマン）に入社。大学では上田貞次郎ゼミに参加。上野喜左衛門（南国殖産創業者、元参議院議員）とは大学時代からの親友。入社後まもなく、労働争議を解決し、親友上野が橋渡し役となり、先代茂木啓三郎の養子となり1935年に家督を相続した。
1962年から1974年まで社長。1970年からは千葉テレビ初代社長を兼務。1972年にはアメリカ合衆国にしょうゆ工場を建設。醤油事業を海外で成功させ、業容を拡大した。キッコーマン中興の祖とされた。社団法人如水会理事長、千葉県経営者協会名誉会長、千葉県教育委員会委員等も歴任。
旭市名誉市民。
1993年脳出血のため千葉県野田市の病院で死去。享年94。趣味は庭球、読書。宗教は真言宗。住所は千葉県野田市野田。

## 家族・親族
茂木家
- 養父・啓三郎（1862年 - 1935年、日本醤油社長、日本醸造工業相談役）
- 妻・とき（1903年 - ?、千葉、茂木房五郎 (4代)の娘）[2]
- 男・友三郎（元キッコーマン社長、1935年 - ）
- 二男・賢三郎（独立行政法人日本芸術文化振興会理事長、1938年 - ）